# Лі Кецян
Лі Кецян (спрощ.: 李克强; кит. трад.: 李克強; піньїнь: Lĭ Kèqiáng; 1 липня 1955 — 27 жовтня 2023) — китайський політик, прем'єр Державної ради КНР — голова китайського уряду з 2013 по 2023 роки, член постійного комітету політбюро ЦК Компартії Китаю (2007—2022), колишній секретар Компартії провінції Хунань.

## Статус
Обраний на посаду голови уряду в 15 березня 2013 на пленарному засіданні 1-ї сесії ВЗНП 12-го скликання шляхом голосування. Обраний терміном на п'ять років, але передбачається, що — як і його попередник Вень Цзябао — перебуватиме у кріслі прем'єра два терміни.
Син чиновника, він став наймолодшим главою провінції Хенань.
Вільно говорив англійською і мав ступінь доктора економічних наук.

## Біографія
Прем'єр Держради КНР з 15 березня 2013 року.
Народився у липні 1955 року в Дін'юане провінції Аньхой. Трудову діяльність розпочав з 1974 року, член КПК з 1976 року. Доктор економічних наук.
У березні 1974 р. працював у бригаді Дунлінь колгоспу Дамяо повіту Фен'ян провінції Аньхой. З листопада 1976 р. — секретар партійного осередку бригади Дамяо колгоспу Дамяо того ж повіту. У березні 1978 р. вступив на юридичний факультет Пекінського університету, голова студради. З лютого 1982 р. — секретар комітету комсомолу Пекінського університету, член бюро ЦК Комсомолу Китаю, начальник відділу у справах навчальних закладів ЦК КМСК, секретар Всекитайського студентського союзу. З грудня 1983 р. — кандидат в члени секретаріату ЦК КСМК, у листопаді 1985 р. на 4-му пленумі ЦК КСМК 11-го скликання обраний секретарем Секретаріату ЦК. З 1988 по 1995 рр.. навчався в економічному інституті Пекінського університету, отримав ступінь магістра та доктора. З серпня 1988 — заступник голови Всекитайської федерації молоді. З березня 1993 за сумісництвом ректор Політичного інституту китайської молоді. З березня 1993 по червень 1998 року — перший секретар Секретаріату ЦК КСМК 13-го скликання. З червня 1998 р. — заступник секретаря парткому провінції Хенань. У липні 1998 р. на 4-му засіданні ПК СНП провінції Хенань 9-го скликання обраний заступником голови народного уряду провінції Хенань. У лютому 1999 р. на 2-й сесії СНП провінції Хенань 9-го скликання обраний головою народного уряду провінції Хенань. З грудня 2002 р. — секретар парткому провінції Хенань. З 15 березня 2008 року — заступник прем'єра Держради КНР.
Член ЦК КПК 15 та 16 скликань, член ПК ВЗНП 8-го скликання.
27 жовтня 2023 року вранці Лі Кецян помер від серцевого нападу.